# Falkenhagen
Falkenhagen là một đô thị thuộc huyện Märkisch-Oderland, bang Brandenburg, Đức.